# Spécial Police (film)
Pour les articles homonymes, voir Spécial Police.
Pour plus de détails, voir Fiche technique et Distribution.
Spécial Police est un film policier français de Michel Vianey, sorti en 1985.

## Synopsis
Isabelle, cachée dans la cave, assiste impuissante au meurtre de son frère Marc et de sa femme. Elle se réfugie chez David Ackerman, commissaire principal détaché au service scientifique de la Direction nationale de la Police judiciaire, qui était un ami de Marc. David va découvrir que Marc était impliqué dans une organisation politique secrète. Avec l'aide d'un jeune Chinois, il dévoilera toute l'affaire.

## Fiche technique
- Titre : Spécial Police
- Réalisateur : Michel Vianey
- Scénario : Simon Michaël et Michel Vianey
- Décors : Jean-Pierre Bazerolle
- Costumes : Rosine Lan
- Photographie : Claude Agostini
- Son : Dominique Dalmasso, Jean-Bernard Thomasson
- Montage : Geneviève Winding
- Musique : Jean-Pierre Mas
- Production  : Norbert Saada (délégué) ; Norbert Chalon (exécutif)
- Sociétés de production : Cathala Productions ; TF1 Films Productions
- Société de distribution : UGC
- Format : Couleurs - 35 mm - Son mono
- Durée : 88 minutes
- Date de sortie : France : 3 juillet 1985
- Affiche : Michel Landi (France)

## Distribution
- Richard Berry : David Ackerman
- Carole Bouquet : Isabelle Robin
- Fanny Cottençon : Julie
- Jean-Pierre Malo : Le Guen
- Benoît Régent : Livio
- Jean-Claude Dauphin : Durand
- Jean-Jacques Moreau : le commissaire Pierre Salmon
- Patrick Bonnel : Félix
- Jean-Marc Maurel : Marc, le frère d'Isabelle
- Georges Lavaudant : Bertrand
- Patrick Poivey :  le médecin-légiste
- Vincent Martin : Chaumard
- Jean-Pierre Bagot : Jacques Berthier
- Eric Do : Wong
- Gérard Ismaël : Weber
- Marie Lebée : Mme Maurin
- Jim Adhi Limas : Lin Pao
- Jean-Marc Truong : Fu
- Peter Chatel
- Jean-Claude Lecas
- Isabelle Willer

## Tournage
Le personnage de David Ackerman développe dans le film un logiciel de jeu sur ordinateur Oric Atmos, "Cobra Pinball". Ce jeu a été réellement commercialisé. Pour les besoins du film, son auteur Gilles Bertin en a réalisé une version spécifique où son nom était remplacé par celui de David Ackerman. Les autres logiciels, comme la reconnaissance vocale ou semblant tourner sur Apple II, sont en fait des simulations réalisées également sur Oric car il était plus facile de synchroniser l'affichage de cet ordinateur avec la caméra.
Lors d'une scène avec Fanny Cottençon, derrière elle, une photographie couleur d'une femme nue est fixée au mur. Il s'agit d'une photographie de l'actrice Nicole Calfan photographiée par Mireille Darc, parue dans le numéro 227 du magazine Lui, publié en décembre 1982.

## Autour du film
Spécial Police désigne aussi une collection de romans policiers de l'éditeur Fleuve noir (Spécial Police) et un revolver (RMR « Spécial police »/Manuhrin F1 et X1)  en service dans la Police nationale française entre 1980 et 2003.